# Alòs de Balaguer (kommun)
Alòs de Balaguer är en kommun i Spanien.   Den ligger i provinsen Província de Lleida och regionen Katalonien, i den nordöstra delen av landet, 400 km öster om huvudstaden Madrid. Antalet invånare är 134. Arean är 69 kvadratkilometer. Alòs de Balaguer gränsar till Artesa de Segre, Camarasa, Cubells, Foradada och Vilanova de Meià. 
Terrängen i Alòs de Balaguer är kuperad.